# Bullseye Lake
Der Bullseye Lake ist ein kleiner See im ostantarktischen Viktorialand. Er liegt 7 km nordöstlich des Mount Boreas inmitten einer Senke auf der Insel Range des Transantarktischen Gebirges.
Seinen an seine Größe und geografische Lage angelehnten Namen erhielt der See durch den US-amerikanischen Geologen Parker Emerson Calkin (1933–2017) von der Tufts University.